# Hélène de Rascie
Titre
Reine consort de Hongrie
1131 – 1141
Hélène de Rascie (en serbe Јелена/Jelena, en hongrois Ilona), née après 1109 et morte après 1146) est reine consort de Hongrie de 1131 à 1141 par son mariage avec Béla II de Hongrie dit l'Aveugle. Fille d'Uroš Ier Vukanović (1112 - 1145), son mariage avec Béla II est arrangé par son cousin Étienne II de Hongrie. Comme son père, Béla II a eu les yeux crevés sur ordre de Coloman, père d'Étienne II. Après sa mort, elle est régente du royaume avec son frère Beloš de 1141 à septembre 1146, jusqu'à ce que son fils aîné Géza II de Hongrie soit en âge de gouverner. Deux de ses autres fils règneront, Ladislas, et Étienne.

## Vie
Elle est issue par son père Uroš Ier, Prince de Serbie, de la dynastie des Vukanović, et d'une lignée byzantine par sa mère Anne Diogène. Son père a participé à la guerre byzanto-hongroise (1127 -1129) aux côtés d'Étienne II de Hongrie. L'armée hongroise a détruit Belgrade, sous domination byzantine et est entrée dans Naissos, Serdica et Philippopolis. Vers 1129, Étienne II arrange son mariage avec le futur Béla II et leur concède des domaines près de Tolna.
Elle installe des colons serbes à Csepel et Ráckeve où elle fait bâtir un monastère et une église encore présents.

## Reine consort
Après la mort d'Étienne II, sans postérité, Béla est couronné roi de Hongrie le 28 avril 1131. Hélène a une grande influence sur lui
et l'aide à gouverner au long de son règne, elle persuade notamment des nobles à une assemblée à Arad d'exécuter 68 seigneurs hongrois qui ont comploté avec Coloman pour crever les yeux de son époux. Les sources de l'époque rapportent qu'elle assiste à l'exécution en compagnie de Béla afin de s'assurer de la mort effective de ses ennemis.

## Régence

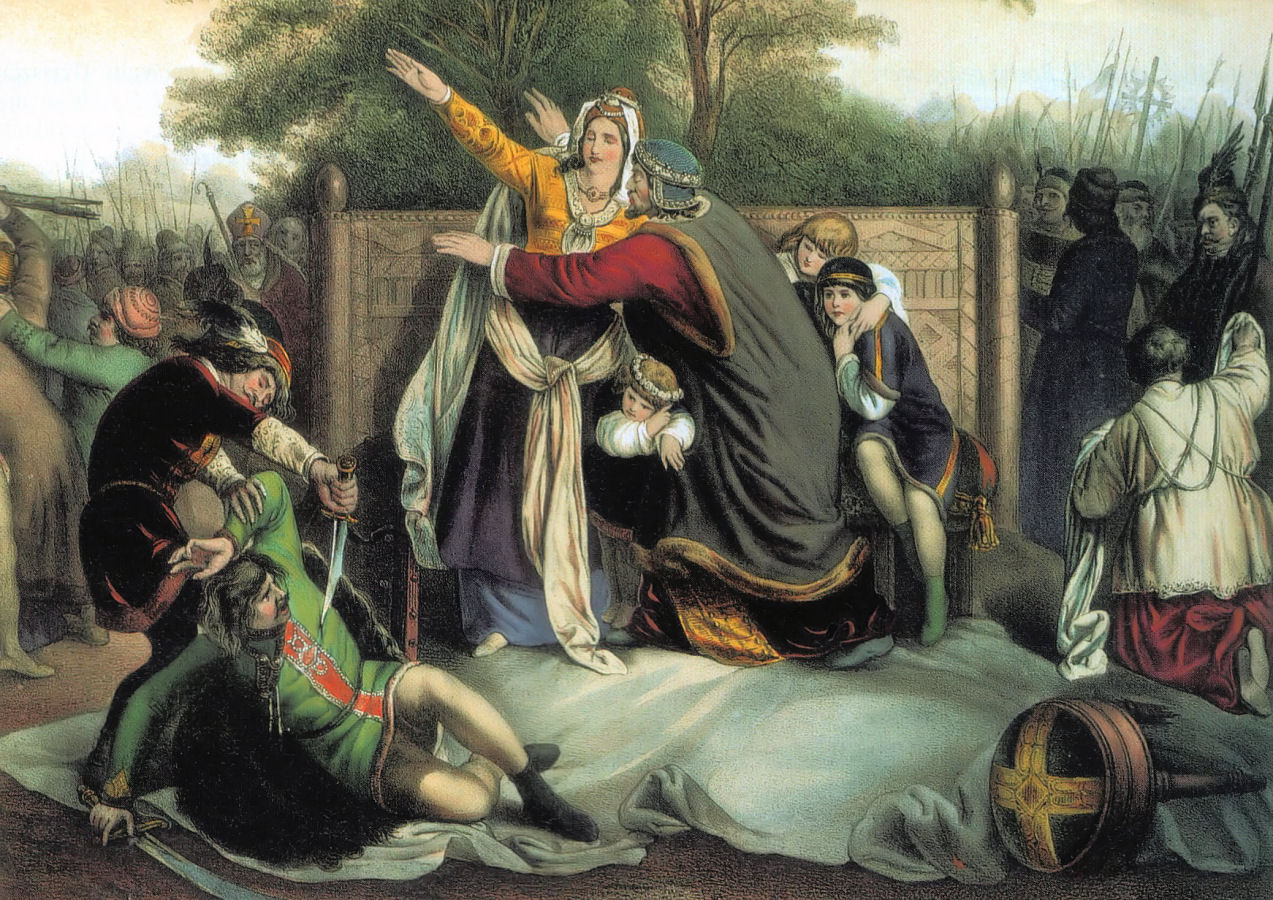
Exécution des nobles hongrois, par Johann Nepomuk Geiger.

À la mort de son époux, son fils aîné Géza II est encore un enfant, aussi Hélène et son frère Beloš Vukanović, gouvernent le royaume jusqu'en septembre 1146 quand Béla est en âge de régner. Beloš est Palatin de Hongrie de 1141 à 1161 et vice-roi (Ban) de Slavonie de 1146 à 1157. Hélène continue à avoir une grande influence et contribue à faire régner la paix aux frontières sud du royaume. Sous Béla II, les relations avec Conrad III de Hohenstaufen sont rompues et le mariage entre Sophie, fille d'Hélène, et Henri-Bérenger, fils de Conrad III, est annulé. Sophie prend les vœux monastiques et devient abbesse d'Admont en Styrie.

## Règnes suivant
Pendant le règne de Géza, ses frères Ladislas et Étienne, insatisfaits de leurs titres et domaines, demandent de l'aide au Saint-Empire romain germanique pour fomenter un complot qui échoue. Après la mort de Géza II, son fils Étienne III lui succède. L'empereur byzantin Manuel Comnène y voit l'occasion d'étendre son emprise en Hongrie. Manuel détrône Étienne III et place sur le trône Ladislas puis Étienne IV pour une courte période. Étienne III finit par affermir son pouvoir en 1163. On suppose qu'Hélène décède en 1161.

## Enfants
- Élisabeth de Hongrie, épouse de Mieszko III le Vieux et duchesse de Grande-Pologne ;
- Géza II de Hongrie ;
- Ladislas II de Hongrie ;
- Étienne IV de Hongrie ;
- Álmos ;
- Sophie de Hongrie.

### Sources
- (hu) István Soltész, Árpád-házi királynék : szentek és szeretők [« Reines de la dynastie Árpád : les saintes et les amantes »], Gabo, 1999 (ISBN 978-963-9237-40-7).
- (hu) Gyula Kristó et Ferenc Makk, Az Árpád-ház uralkodói [« Les souverains de la dynastie Árpád »], I.P.C. Könyvek, 1996, 293 p. (ISBN 978-963-7930-97-3).
- (hu) György Székely (dir.), Académie hongroise des sciences, Magyarország története : Előzmények és magyar történet 1242-ig [« Histoire de la Hongrie : préliminaires, et histoire hongroise jusqu'en 1242 »], Akadémiai Kiadó, 1987.